# Korciîk, Șepetivka
Korciîk (în ucraineană Корчик) este localitatea de reședință a comunei Korciîk din raionul Șepetivka, regiunea Hmelnîțkîi, Ucraina.

## Demografie
Componența lingvistică a localității Korciîk
     Ucraineană (98,11%)
     Rusă (1,89%)
Conform recensământului din 2001, majoritatea populației localității Korciîk era vorbitoare de ucraineană (98,11%), existând în minoritate și vorbitori de rusă (1,89%).